# Logan Martin
Logan Martin (22 de novembro de 1993) é um ciclista australiano.
Martin tinha apenas doze anos quando praticou o ciclismo esportivo pela primeira vez em seu parque local. Em 2012, ele viajou para o exterior pela primeira vez e venceu sua primeira competição internacional. Em 2019, ele construiu seu próprio parque de BMX de tamanho competitivo (30 por 15 metros) em seu quintal depois que seu centro de treinamento local foi fechado, a um custo de $70.000. Conquistou a medalha de ouro no BMX estilo livre nos Jogos Olímpicos de 2020 em Tóquio.